# Das Glück kommt unverhofft
Das Glück kommt unverhofft ist eine deutsche Fernseh-Komödie aus dem Jahr 2010. 

## Handlung
Lotte Wagner ist eine aufgeweckte und leicht vorlaute alleinerziehende Mutter zweier Kinder. Ihr Ex-Mann ist permanent mit den Unterhaltszahlungen im Rückstand und ihr Job in der Webstoff-Fabrik Rheinland wird auch noch schlecht bezahlt. Aber sie lässt sich ihren Lebensmut nicht nehmen. Als sie eines Tages dem Top-Manager Matthias Winkelmann die Vorfahrt nimmt, lässt sie sich nicht den Mund verbieten und setzt sich resolut durch. Sie ahnt nicht, dass sie ihn bald wiedersehen wird. Denn Matthias, der nur für seinen Job lebt, ist Vorstandsmitglied des Textilkonzerns „Bloomfeld AG“. 
Nach einem Zusammenbruch hat ihm der Arzt ein striktes Arbeitsverbot von einem Monat auferlegt. Daher fristet der alleinstehende Matthias seine Zeit in seiner menschenleeren Luxus-Villa. Beim Joggen läuft er bald wieder Lotte über den Weg, die ihre fußballbegeisterten Jungs trainiert.
Beide kommen sich näher und Matthias erfährt später bei einem gemeinsamen Abendessen, mit welchen beruflichen Problemen Lotte zu kämpfen hat. Da sie ausgerechnet in dem Zuliefererbetrieb arbeitet, den sein Konzern aus Kostengründen loswerden will, verschweigt er seine Position. 
Er will seine neu gewonnene Liebe nicht aufs Spiel setzen, auch nicht, als Lotte ihn um Rat fragt, wie man der eigenen Belegschaft beibringen kann, auf Lohn verzichten zu müssen. Als es allerdings später zu Verhandlungen zwischen Rheinland und Bloomfeld kommt, entdeckt Lotte Matthias’ wahre Identität. Es kommt zu einem Eklat, bei dem alles auf dem Spiel steht, die Liebe und Matthias’ Beruf.

## Kritiken
„Sozialmärchen zum Liebhaben.“

„Eine ganz gewöhnliche Liebeskomödie mit den üblichen Verwicklungen, wie man sie so oder ähnlich schon dutzende Mal gesehen hat. Jule Ronstedt und Heio von Stetten spielen ihre Rollen zwar ordentlich, doch gegen die seichte Geschichte, die Sibylle Tafel […] routiniert in Szene setzte, spielen sie vergeblich an. Dabei hatte das Autorinnen-Duo Iris Uhlenbruch […] und Bettina Börgerding mit der Vorlage für ‚Sexstreik!‘ 2009 gezeigt, dass es auch einfallsreich und witzig schreiben kann.“

„Der Manager und die Fließbandarbeiterin. Hier nerven weder der sich in Wohlgefallen auflösende Lebensstil-Clash noch die Komödien-Konventionen. Stimmig ist dieser Degeto-Wohlfühlfilm im Detail. Die Autorinnen haben versucht, die Handlung vom Alltag motivieren zu lassen. Eine dichte Dramaturgie, der Schauplatz Wuppertal und ein Prima-Ensemble mit der gut aufgelegten Jule Ronstedt, die den Film emotional trägt, runden das Ganze ab.“

## Hintergrund
Die Romantikkomödie hatte ihre Erstausstrahlung am 17. September 2010 in der ARD. Der Film wurde von etwa 4,39 Mio. Zuschauern gesehen, was einem Marktanteil von 14,9 Prozent entsprach. Vom 7. Oktober 2008 bis zum 7. November wurde der Film in Köln, Bonn und Wuppertal gedreht, unter anderem auch in einer gerade erst zuvor stillgelegten Wuppertaler Fabrik.